# Turdus olivaceofuscus
El zorzal de Santo Tomé (Turdus olivaceofuscus) es una especie de ave paseriforme de la familia de los túrdidos. Es endémica de la isla de Santo Tomé.
Su hábitat natural son los bosques húmedos y los bosques montanos. Está amenazada por pérdida de hábitat.
Las aves de la isla de Príncipe están generalmente consideradas una especie separada, (Turdus xanthorhynchus).

## Cómo reconocerlo
El Turdus olivaceofuscus se diferencia principalmente por sus colores grisáceos-pardos y blancos con motas. Los colores varían según la edad del animal, si es una cría por lo general tendrá un color blanco por todo el cuerpo con pequeñas motas negras y según va creciendo la parte superior de su cuerpo de vuelve gris-parda. Tiene unas alas que destacan en comparación con el resto del cuerpo, los Zorzales son muy visibles durante el vuelo. Su masa corporal suele estar dentro de los 6-134 g en machos y 106-140 g y en hembras; longitud: 26-28 cm; con una envergadura: 42-47 c.
1. 1 2 3  BirdLife International (2012). «Turdus olivaceofuscus». Lista Roja de especies amenazadas de la UICN 2014.3 (en inglés). ISSN 2307-8235. Consultado el 20 de noviembre de 2014.
2. ↑  De Juana, E; Del Hoyo, J; Fernández-Cruz, M; Ferrer, X; Sáez-Royuela, R; Sargatal, J (2005). «Nombres en castellano de las aves del mundo recomendados por la Sociedad Española de Ornitología (Décima  parte: Orden Passeriformes, Familias  Campephagidae a Turdidae)». Ardeola. Handbook of the Birds of the World (Madrid: SEO/BirdLife) 52 (2): 389-398. ISSN 0570-7358. Consultado el 5 de enero de 2013.
3. 1 2  «Zorzal de Santo Tomé (Turdus olivaceofuscus) Hartlaub, 1852». avibase. Consultado el 5 de enero de 2013.
4. ↑  «Zorzal charlo - Turdus viscivorus». www.vertebradosibericos.org. Consultado el 25 de mayo de 2022.